# Kashpīrī
Kashpīrī (persiska: كشپيری) är en ort i Iran.   Den ligger i provinsen Hormozgan, i den sydöstra delen av landet, 1 200 km sydost om huvudstaden Teheran. Kashpīrī ligger 568 meter över havet och antalet invånare är 163.
Terrängen runt Kashpīrī är kuperad, och sluttar västerut. Runt Kashpīrī är det ganska glesbefolkat, med 25 invånare per kvadratkilometer. Närmaste större samhälle är Bar Āhang, 18,4 km söder om Kashpīrī. Trakten runt Kashpīrī är ofruktbar med lite eller ingen växtlighet.